# Turn the Beat Around
Turn the Beat Around est une chanson disco écrite par Gerald Jackson et Peter Jackson et interprétée par Vicki Sue Robinson en 1976, apparaissant à l'origine sur son premier album, Never Gonna Let You Go. Sorti en format court, la chanson s'est classée à la 10e place du palmarès Billboard et à la 73e place du palmarès soul. La chanson a valu à Robinson une nomination aux Grammy Awards pour la meilleure performance vocale pop féminine. La piste s'est classée au premier rang sur le palmarès disco pendant quatre semaines. Turn the Beat Around est considéré comme un classique du disco et figure sur de nombreux albums de compilation.